# Chrysostomos II.
Chrysostomos II. (vlastním jménem: Irodotos Dimitriou; 10. dubna 1941, Tala – 7. listopadu 2022, Nikósie) byl pravoslavný arcibiskup Kypru.

## Život
Narodil se 10. dubna 1941 v Tale.
Po střední škole byl přijat do monastýru sv. Neofyta a gymnázia ve městě Pafos, které dokončil roku 1963. Dne 3. listopadu 1963 byl biskupem Georgiosem z Trimithoundy postřižen (vysvěcen) na diakona. O pět let později začal studovat na teologické fakultě Athénské univerzity. Během tohoto období byl správcem majetku kláštera. Studium dokončil roku 1972. Dne 19. října 1972 byl povýšen do hodnosti igumena kláštera sv. Neofyta a 12. listopadu 1972 byl arcibiskupem Makariem III. vysvěcen na kněze a uveden do úřadu igumena.
Dne 25. února 1978 byl ustanoven metropolitou Pafosu. Biskupské svěcení přijal o den později.
Dne 5. listopadu 2006 byl zvolen arcibiskupem Nova Justiniana a celého Kypru a nejvyšším představitelem Kyperské pravoslavné církve. Uveden do úřadu byl 12. listopadu v Nikósii.
Zemřel dne 7. listopadu 2022 v Nikósii po dlouhé nemoci rakovinou.